# Адам, Леонард
Леонард Адам (нем. Leonhard Adam) (16 декабря 1891 в Берлине — 9 сентября 1960 в Бонне) — немецкий правовед и этнограф.

## Общие сведения
Совместно с Германом Тримборном (Hermann Trimborn) написал учебник этнографии (1958 год), который долгое время являлся фундаментальным трудом в данной области знаний. Исследования Вакашской североамериканской языковой семьи сделало имя Адама известным в мировых научных кругах.

## Биография
Адам изучал юридические науки, национальную экономику, китаеведение и этнографию в университетах Берлина и Грейфсвальда. После сдачи экзамена по юриспруденции Адам работал сначала адвокатом, а затем судьёй в Берлине. В то время он стал проводить свои первые этнографические исследования. С 1918 года Адам издавал журнал «Сравнительная юриспруденция и этнографические правовые исследования» (Zeitschrift für Vergleichende Rechtswissenschaft). После захвата нацистами власти в 1933 году из-за своего еврейского происхождения он лишился должности. В 1938 году в рамках «ариизации» был изъят журнал и в 1939 году стал издаваться Академией немецкого права (Akademie für Deutsches Recht) под редакцией Акселя фон Фрайтагх-Лорингхофена (Axel von Freytagh-Loringhoven). В этом же году Леонард Адам эмигрирует в Великобританию, где в 1940 году публикует книгу «Примитивный вид» (Primitive art). В том же году, будучи объявленным «гражданином враждебного государства», был депортирован в Австралию. Там он смог продолжить с 1942 года свои этнографические исследования в качестве преподавателя университета Мельбурна.
В 1957 году Адам вернулся в ФРГ.